# Episodi di Daktari (seconda stagione)
La seconda stagione della serie televisiva Daktari è andata in onda negli Stati Uniti dal 13 settembre 1966 all'11 aprile 1967 sulla CBS.
| nº | Titolo originale           | Prima TV USA      | Titolo italiano | Prima TV Italia |
| -- | -------------------------- | ----------------- | --------------- | --------------- |
| 1  | The Return of Clarence     | 13 settembre 1966 |                 |                 |
| 2  | Deadline to Kill           | 20 settembre 1966 |                 |                 |
| 3  | Daktari's Last Hunt        | 27 settembre 1966 |                 |                 |
| 4  | Judy's Hour of Peril       | 4 ottobre 1966    |                 |                 |
| 5  | Cheetah at Large           | 11 ottobre 1966   |                 |                 |
| 6  | The Test                   | 18 ottobre 1966   |                 |                 |
| 7  | Born to Die                | 25 ottobre 1966   |                 |                 |
| 8  | The Trial                  | 1º novembre 1966  |                 |                 |
| 9  | Death in the African Sun   | 15 novembre 1966  |                 |                 |
| 10 | Revenge of the Leopard     | 22 novembre 1966  |                 |                 |
| 11 | Shoot to Kill              | 29 novembre 1966  |                 |                 |
| 12 | Cry for Help               | 6 dicembre 1966   |                 |                 |
| 13 | Clarence the Killer        | 20 dicembre 1966  |                 |                 |
| 14 | The Chimp Who Cried Wolf   | 27 dicembre 1966  |                 |                 |
| 15 | Little Miss Nightingale    | 3 gennaio 1967    |                 |                 |
| 16 | Judy and the Gorilla       | 10 gennaio 1967   |                 |                 |
| 17 | House of Lions             | 17 gennaio 1967   |                 |                 |
| 18 | Undercover Judy            | 24 gennaio 1967   |                 |                 |
| 19 | Countdown for Paula        | 31 gennaio 1967   |                 |                 |
| 20 | Terror in the Bush         | 7 febbraio 1967   |                 |                 |
| 21 | Judy and the Baby Elephant | 14 febbraio 1967  |                 |                 |
| 22 | A Bullet for Hedley        | 21 febbraio 1967  |                 |                 |
| 23 | Judy the Poacher           | 28 febbraio 1967  |                 |                 |
| 24 | Goodbye Mike Makula        | 7 marzo 1967      |                 |                 |
| 25 | Operation Springtime       | 14 marzo 1967     |                 |                 |
| 26 | King Clarence              | 21 marzo 1967     |                 |                 |
| 27 | The Long Hunt              | 28 marzo 1967     |                 |                 |
| 28 | Judy and the Vulture       | 4 aprile 1967     |                 |                 |
| 29 | A Cub Called Danger        | 11 aprile 1967    |                 |                 |

## The Return of Clarence
- Prima televisiva: 13 settembre 1966

### Trama
- Guest star:

## Deadline to Kill
- Prima televisiva: 20 settembre 1966

### Trama
- Guest star: Linden Chiles (Nicky Sebastian)

## Daktari's Last Hunt
- Prima televisiva: 27 settembre 1966

### Trama
- Guest star:

## Judy's Hour of Peril
- Prima televisiva: 4 ottobre 1966

### Trama
- Guest star:

## Cheetah at Large
- Prima televisiva: 11 ottobre 1966

### Trama
- Guest star: Raymond St. Jacques (Emiro di Asambana)

## The Test
- Prima televisiva: 18 ottobre 1966

### Trama
- Guest star: Rupert Crosse (Kukuia), D'Urville Martin (Ngaio)

## Born to Die
- Prima televisiva: 25 ottobre 1966

### Trama
- Guest star:

## The Trial
- Prima televisiva: 1º novembre 1966

### Trama
- Guest star: Henri Brown (Chief Mako), Robert DoQui (Selu), Modoc (elefante)

## Death in the African Sun
- Prima televisiva: 15 novembre 1966

### Trama
- Guest star:

## Revenge of the Leopard
- Prima televisiva: 22 novembre 1966

### Trama
- Guest star: Doris Dowling (Toni Stevenson)

## Shoot to Kill
- Prima televisiva: 29 novembre 1966

### Trama
- Guest star: Troy Melton (Keith Randall), Joan Huntington (Diana Cato), Trevor Bardette (colonnello Brant), Gil Perkins (Alex Chapman)

## Cry for Help
- Prima televisiva: 6 dicembre 1966

### Trama
- Guest star: Davis Roberts (Mutabi), Godfrey Cambridge (Mills), Gene Boland (Asai), Paul Winfield

## Clarence the Killer
- Prima televisiva: 20 dicembre 1966

### Trama
- Guest star: Joe Higgins (Eric Lansing), William Stevens (Harry Penrose)

## The Chimp Who Cried Wolf
- Prima televisiva: 27 dicembre 1966

### Trama
- Guest star: Morey Amsterdam

## Little Miss Nightingale
- Prima televisiva: 3 gennaio 1967

### Trama
- Guest star:

## Judy and the Gorilla
- Prima televisiva: 10 gennaio 1967

### Trama
- Guest star: Virginia Mayo (Vera Potter), Michael O'Shea (Albie Potter)

## House of Lions
- Prima televisiva: 17 gennaio 1967

### Trama
- Guest star:

## Undercover Judy
- Prima televisiva: 24 gennaio 1967

### Trama
- Guest star:

## Countdown for Paula
- Prima televisiva: 31 gennaio 1967

### Trama
- Guest star:

## Terror in the Bush
- Prima televisiva: 7 febbraio 1967

### Trama
- Guest star:

## Judy and the Baby Elephant
- Prima televisiva: 14 febbraio 1967

### Trama
- Guest star: Modoc (elefante)

## A Bullet for Hedley
- Prima televisiva: 21 febbraio 1967

### Trama
- Guest star: Alan Hewitt (Whitechurch), Lionel Kramita (Jerrold Fest), Frank Marth (Verdenstrasse)

## Judy the Poacher
- Prima televisiva: 28 febbraio 1967

### Trama
- Guest star: Rex Ingram (Natoma)

## Goodbye Mike Makula
- Prima televisiva: 7 marzo 1967

### Trama
- Guest star:

## Operation Springtime
- Prima televisiva: 14 marzo 1967

### Trama
- Guest star:

## King Clarence
- Prima televisiva: 21 marzo 1967

### Trama
- Guest star:

## The Long Hunt
- Prima televisiva: 28 marzo 1967

### Trama
- Guest star: Harvey Jason (Rumar)

## Judy and the Vulture
- Prima televisiva: 4 aprile 1967

### Trama
- Guest star: George Mitchell (Smythe)

## A Cub Called Danger
- Prima televisiva: 11 aprile 1967

### Trama
- Guest star: